# Cristian Coimbra
Cristian Michael Coimbra Arias (ur. 31 grudnia 1986 w Santa Cruz) – boliwijski piłkarz występujący na pozycji obrońcy w boliwijskim klubie Blooming. Znalazł się w kadrze reprezentacji Boliwii na Copa América 2015.